# Atilio Ramírez
Atilio Ramírez Fernández (* 1953) ist ein ehemaliger uruguayischer Fußballspieler auf der Position eines Stürmers.

## Leben
Ramírez begann seine Laufbahn im Nachwuchsbereich von Huracán Buceo und wechselte später zu Liverpool Montevideo. 
1977 verließ er sein Heimatland und zog nach Mexiko, wo er zunächst zwei Jahre bei Unión de Curtidores unter Vertrag stand. 1979 wechselte er zum Hauptstadtverein Atlético Español, der 1982 wieder zu seiner ursprünglichen Bezeichnung Club Necaxa zurückkehrte. 1983 wechselte Ramírez zum Stadtrivalen CD Cruz Azul, bevor er sich 1986 dem CD Irapuato anschloss, in dessen Reihen er seine aktive Laufbahn 1988 beendete.